# Polska Partia Pracy

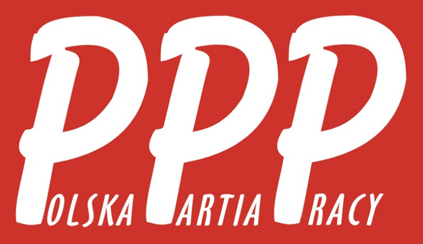
Logo der Partei

Die Polska Partia Pracy (Polnische Partei der Arbeit, kurz: PPP) ist eine politische Partei in Polen, die sich selbst sozialistisch nennt.
Sie wurde am 11. November 2001 als die „Alternative Partei der Arbeit“ ins Leben gerufen und erhielt ihren gegenwärtigen Namen 2004. Die Partei ist verbunden mit der Konföderation – Freie Gewerkschaft „August 1980“.
Die Partei ist gegen Privatisierung von Staatsunternehmen und unterstützt, in der Folge postkommunistischer Reformen, höhere Staatsausgaben. Sie opponiert gegen Polens Einbeziehung in die EU. Sie unterstützt eine verstärkte Zusammenarbeit mit Polens östlichen Nachbarn, kostenlose Ausbildung und Gesundheitsfürsorge, Freigabe (staatlich finanzierter) Empfängnisverhütung und Abtreibung, Anerkennung gleichgeschlechtlicher Ehen, den Rückzug von Polens Truppen aus dem Irak, die Abschaffung der Wehrpflicht und die Einführung einer Berufsarmee und die Einführung der 35-Stunden-Woche. Sie wandte sich gegen die sog. Flat-Tax-Steuer und die Todesstrafe. Sie befürwortet einen Rückzug des polnischen Staates aus dem Konkordat mit der katholischen Kirche.
Der Kandidat der Partei für die Präsidentschaftswahlen 2005, Daniel Podrzycki, starb am 24. September 2005 bei einem Autounfall, einen Tag vor den Parlamentswahlen. Bei der Wahl 2005 erhielt die Partei 0,77 % der Stimmen. Auch bei den Wahlen 2007 gelang es der Partei nicht in den Sejm einzuziehen, da die PPP mit 1,0 % der Stimmen an der 5-Prozent-Klausel scheiterte.